# Vida de Jornalista
Vida de Jornalista é um podcast brasileiro lançado em agosto de 2018 do gênero notícias e produzido pelo jornalista Rodrigo Alves. A produção discute a produção de jornalistas brasileiros, incluindo bastidores.

## História
Rodrigo Alves, o criador do Vida de Jornalista, trabalhava como comentarista de basquete na SporTV. Em 2012, enquanto cobria as Olimpíadas de 2012 em Londres, esteve ao lado de Dorrit Harazim e ficou curioso para saber como era o seu método de trabalho. No entanto, o lançamento do podcast só ocorreu em agosto de 2018.
Ao longo da história, o podcast trouxe episódios com jornalistas notáveis no Brasil como Renata Lo Prete, Malu Gaspar, Bernardo Mello Franco e José Roberto de Toledo. O Vida de Jornalista também desenvolveu múltiplas séries, como Memórias (que aborda a cobertura jornalística de momentos importantes da história) e de bastidores de outros podcasts, com episódios sobre Praia dos Ossos, O Assunto, Introvertendo e outros podcasts.
Em 2020, Rodrigo deixou a Globo para se dedicar inteiramente ao podcast. No mesmo ano, o Vida de Jornalista foi indicado ao 42.º Prêmio Vladimir Herzog.

## Prêmios e indicações
| Ano  | Premiação                   | Categoria                      | Trabalho           | Resultado | Ref.        |
| ---- | --------------------------- | ------------------------------ | ------------------ | --------- | ----------- |
| 2020 | 42.º Prêmio Vladimir Herzog | Produção Jornalística em Áudio | Vida de Jornalista | Indicado  | [ 5 ] [ 6 ] |